# Los tres mosqueteros (serie animada de 1968)
Los tres mosqueteros (inglés: The Three Musketeers) es una serie de dibujos animados estadounidense. Fue creada por la compañía de animación Hanna-Barbera. Se emitió por primera vez en Estados Unidos por la cadena de televisión NBC el 7 de octubre de 1968 dentro de El Show de los Banana Splits. La serie está basada parcialmente en la novela homónima del escritor francés Alexandre Dumas.

## Argumento
Está ambientada en la Francia del siglo XVII. D'Artagnan, Athos, Porthos y Aramis sirven como mosqueteros del rey de Francia. En cada episodio, los mosqueteros luchan contra nuevos enemigos que pretenden derrocar al monarca actual. Una trama recurrente de la serie es la de los mosqueteros ayudando al joven Tooly a salir de los problemas en los que se mete, debido a los intentos de Tooly de probar a los mosqueteros que él puede ser también uno de ellos.

## Personajes
- D'Artagnan: el líder de los mosqueteros. Tiene cabello negro y rostro barbilampiño. A diferencia del personaje original de Dumas, el D'Artagnan de la serie está integrado a los mosqueteros y posee una personalidad más madura, prudente y sagaz.
- Athos: es un mosquetero de cabello, barba y bigote rubio. Tiene un carácter tranquilo y reflexivo.
- Porthos: es un mosquetero de cabello, barba y bigote rojizo. Es el más fornido del grupo. Es de personalidad tosca. Le encanta comer y beber.
- Aramis: es un mosquetero de cabello, barba y bigote negro. Tiene modales refinados.
- Constance: es la ayuda de cámara de la reina. Tiene cabello castaño claro. En la serie, Constance se ve más joven que el personaje original de Dumas.
- Tooly: es un muchachito de cabello rubio que viste chaleco marrón, pantalones y camisa blanca. Frecuentemente acompaña a Constance. Anhela ser un mosquetero.
- El rey: monarca de Francia. Está basado en el rey francés Luis XIII.
- La reina: es la esposa del rey de Francia. Está basada en la reina consorte Ana de Austria.

## Episodios
1. El pequeño mosquetero (The Littlest Musketeer ) 7 de octubre de 1968: Tooly oye como el conde Duvak quiere enemistar al Reino de Francia con la corona española. Tooly es sorprendido y capturado. Los mosqueteros lo rescatan y Tooly les pone al corriente de la confabulación de Duvak.
2. La joya de la India (The Jewel Of India ) 14 de octubre de 1968: la reina de España, ha cedido a la corona de Francia la gema de la India en señal de concordia entre sus pueblos. La joya es robada y los mosqueteros deberán recuperarla.
3. La carta del peligro (A Letter Of Peril ) 21 de octubre de 1968: los mosqueteros interceptan una carta en la que se revela un complot del duque de Lavauh contra el rey. El duque secuestra a Constance y la ofrece como moneda de cambio para que le sea devuelta la carta y así evitar que el rey tenga pruebas de lo que ocurre.
4. El anillo (The Ring ): 28 de octubre de 1968: el príncipe Abdul ordena a su mono entrenado que robe el anillo del rey de Francia. Con el anillo en su poder, Abdul ordena que la guardia del palacio y los mosqueteros sean eliminados, mientras sus sirvientes saquean el tesoro real. Tooly ve lo que ocurre y avisa a los mosqueteros sobre el robo.
5. El complot del titiritero (The Plot Of The Puppetmaster) 5 de noviembre de 1968: el titiritero Lazaraque y su gente menuda roban la corona real. Los mosqueteros y Tooly deberán recuperarla.
6. La galera mora (The Moorish Galley) 12 de noviembre de 1968: su Excelencia encarga a un mago que transporte mágicamente a los mosqueteros a una galera de esclavos. Los mosqueteros deberán escapar del barco y regresar a Francia.
7. El verdadero rey ( The True King ) 19 de noviembre de 1968: el rey es capturado y sustituido por su hermano gemelo malvado. El impostor abole a los mosqueteros por decreto. Tooly descubre dónde se encuentra el verdadero rey e informa a los mosqueteros para que lo rescaten.
8. La aventura pirata ( The Pirate Adventure ) 26 de noviembre de 1968: un pirata llamado Corsario Negro intenta robar el barco del rey. Porthos y Tooly son capturados cuando intentaban detener al pirata. Tooly escapa y busca a los demás mosqueteros para que rescaten a Porthos.
9. El halconero diabólico (The Evil Falconer) 2 de diciembre de 1968: el halconero de al corte ha entrenado a su halcón Diablo para que secuestre al Delfín de Francia y pedir un rescate por él. El halcón captura por error a Tooly y los mosqueteros intentarán salvarlo.
10. El sueño de Tooly (The Tooly´s Dream) 9 de diciembre de 1968: Tooly permanece en casa mientras los mosqueteros se encuentra cumpliendo una misión para la reina. Tooly se va a dormir y comienza a soñar. Sueña que la reina lo necesita para que recupere sus joyas que fueron robadas por el conde DeMardem. Posteriormente, Tooly debe entregar un tratado al duque de Borgoña, sin que caiga en manos enemigas. Luego, él debe escoltar a la princesa María, prima de la reina, de vuelta a su palacio.
11. El desafío de la corona (The Challenge Of The Crown) 16 de diciembre de 1968: el barón Barok intenta hacerse con la corona.
12. El Duque Rojo (The Red Duke) 23 de diciembre de 1968: los planes de defensa en caso de invasión que estaban a cargo del primer ministro, el Duque Rojo, han sido robados. De caer en malas manos, el reino estaría en grave peligro por lo que los mosqueteros deberán recuperarlos enseguida.
13. El Arquero Forajido (The Outlaw Archer)30 de diciembre de 1968: los mosqueteros intentan capturar al Arquero Forajido, pero sus planes son temporalmente desbaratados por el "servicial" Tooly.
14. El mensaje misterioso ( The Mysterious Message) 7 de enero de 1968: mientras intentaba ayudar a una mujer llamada María, Tooly es capturado por el hermano de esta y hecho prisionero. Los mosqueteros y Constance, echándolo en falta, tendrán que buscarlo.
15. El castillo encantado ( The Haunted Castle) 14 de enero de 1968: los mosqueteros investigan un castillo del que, según dicen, está encantado. Cuando son capturados, descubren que en realidad el castillo está habitado por una banda de ladrones que se hace pasar por fantasmas.
16. La sorpresa de Tooly (Tooly's Surprise) 21 de enero de 1968: los mosqueteros le hacen un regalo a Tooly: un pony de nombre Bon Bon. Bon Bon es mucho más veloz que Lightning, el caballo de Tooly. Lightning se pone celoso. Aun así, Lightning no duda en ayudar a Tooly y a BonBon cuando son atacados por un toro.
17. Un día de feria para Tooly (A Fair Day For Tooly) 28 de diciembre de 1968: Tooly es secuestrado, mientras estaba en una feria, por artistas de un circo. Estos roban además las joya de la reina. Los mosqueteros deberán liberar a Tooly y recuperar las joyas.
18. La búsqueda del tesoro de Tooly (Tooly's Treasure Hunt) 11 de febrero de 1969: los mosqueteros vienen en ayuda de Tooly, quien ha descubierto involuntariamente al ladrón que robó el oro de la carroza del rey.

## Película
En 1973, Hanna-Barbera estrenó un telefilme llamado Los tres mosqueteros (inglés: The Three Musketeers). La película es una nueva versión de la serie de 1968. El argumento del filme es más cercano a la novela de Dumas.

## Curiosidades
- En la serie, el uniforme de los mosqueteros es distinto al de la novela original. En vez de la capa integral, que cubre la parte posterior y anterior del cuerpo y en la que aparece estampada una enorme cruz cristiana como insignia de la escuadra; los mosqueteros visten una chaqueta militar de color rojo, con falsas hombreras color amarillo pálido, una camisa blanca de amplia solapa y una corbata o pañuelo al cuello. Siguen usando la talabarda cruzada al pecho y los guantes de tirador. En lugar de bombachos, los mosqueteros usan mallas negras. Los mosqueteros calzan botas de piel de media caña con vuelta.

- Hanna-Barbera ha producido otras series como la Tortuga D' Artagnan y Viva, Bravo y Hurra que son parodias de la novela original de Dumas.